# AlphaGalileo
AlphaGalileo és un servei de notícies científiques empresa a empresa llançat el 1998. AlphaGalileo es va crear arran dels esforços del govern del Regne Unit per promoure el compromís públic amb la ciència.
El servei de notícies, que està moderat, està dirigit per l'organització independent AlphaGalileo Ltd. Recull comunicacions de premsa sobre l'evolució de la recerca de més de 2.000 col·laboradors i les distribueix a més de 7.000 periodistes en uns 85 països.
El servei va ser fundat el 1998 per Peter Green amb el suport de l'Associació d'Escriptors de Ciències Britànics, així com el suport dels ministeris francès i alemany.